# Paul Leduc (réalisateur)
Pour les articles homonymes, voir Leduc, Paul Leduc et Rosenzweig.
Paul Leduc Rosenzweig, né le 11 mars 1942 à Mexico et mort le 21 octobre 2020 dans la même ville, est un réalisateur, scénariste, producteur, monteur et critique de cinéma mexicain.

## Biographie
Tout en suivant des cours d'architecture à l'université nationale autonome du Mexique à Mexico, Paul Leduc pratique la critique cinématographique, le théâtre et crée des ciné-clubs. Il obtient une bourse pour aller étudier le cinéma à l'IDHEC à Paris. De retour au Mexique en 1967, il fonde avec Rafael Castanedo, Alexis Grivas et Bertha Navarro le groupe Cine 70. Avec leur collaboration, il produit une vingtaine de courts métrages pour le Comité olympique. Il s'impose à l'attention de la critique, grâce à son premier long métrage, John Reed, Mexico insurgente, réalisé en 1970 et qui, en dépit de faibles moyens, « démontre que le cinéma historique peut se faire hors de la solennité des manuels, avec la spontanéité d'un documentaire politique actuel ». C'est en 1976, seulement, qu'il peut, à nouveau, tourner un long métrage, Etnocidio, notas sobre el mezquital, « un des documentaires les plus percutants qu'on ait fait sur les conditions de vie déplorables des groupes indigènes et sur la paysannerie au Mexique ». En 1984, il signe un film biographique original sur la vie et l'œuvre de l'artiste Frida Kahlo, épouse de Diego Rivera, Frida, naturaleza viva (Frida, nature vivante). 
Paul Leduc a toujours mené une carrière à l'écart du cinéma industriel mexicain, préférant financer son travail de manière indépendante.

### Famille
Avec la productrice Bertha Navarro, Paul Leduc a une fille également réalisatrice, Valentina Leduc Navarro.

## Filmographie

### Comme réalisateur
| - 1968 : Comunicados cinematograficos - 1973 : John Reed, Mexico insurgente - 1973 : Sur: sureste 2604 - 1975 : Bach y sus intérpretes - 1975 : El Mar - 1975 : Extensión cultural - 1977 : Estudios para un retrato - 1977 : Etnocidio, notas sobre el mezquital - 1978 : Enrique Cabrera - 1978 : Monjas coronadas - 1979 : Puebla hoy - 1980 : Historias prohibidas de Pulgarcito | - 1981 : Complot Petróleo: La cabeza de la hidra - 1985 : ¿Cómo ves? - 1986 : Frida, naturaleza viva - 1987 : Los Nuestros - 1989 : Barroco, d'après Concierto barocco d'Alejo Carpentier - 1991 : Latino Bar - 1993 : Dollar Mambo - 1995 : Los Animales 1850-1950 - 1995 : Los Animales - 1997 : La Flauta de Bartolo - 2003 : Bartolo y la música - 2006 : Cobrador: In God We Trust |

### Comme scénariste
| - 1971 : Quien resulte responsable - 1973 : John Reed, Mexico insurgente - 1973 : Sur: sureste 2604 - 1975 : Bach y sus intérpretes - 1975 : El Mar - 1977 : Estudios para un retrato - 1977 : Etnocidio, notas sobre el mezquital - 1978 : Enrique Cabrera - 1981 : Complot Petróleo: La cabeza de la hidra | - 1986 : Frida, naturaleza viva - 1989 : Barroco - 1991 : Latino Bar - 1993 : Dollar Mambo - 1995 : Los Animales - 1997 : La Flauta de Bartolo - 2003 : Bartolo y la música - 2006 : Cobrador: In God We Trust |

### Comme monteur
- 1973 : Sur: sureste 2604
- 1975 : Extensión cultural
- 1977 : Etnocidio, notas sobre el mezquital
- 1978 : Enrique Cabrera
- 1997 : La Flauta de Bartolo

### Comme producteur
- 1970 : México, la revolución congelada de Raymundo Glyzer
- 1978 : Enrique Cabrera
- 1995 : Los Animales
- 1997 : La Flauta de Bartolo
- 2003 : Bartolo y la música

### Comme assistant réalisateur
- 1969 : Olimpiada en México d'Alberto Isaac

## Distinctions
- 1972 : Prix Georges-Sadoul pour John Reed, Mexico insurgente
- 1973 : Ariel d'or pour John Reed, Mexico insurgente
- 1979 : Ariel d'argent du meilleur court métrage éducatif, scientifique ou de divulgation artistique pour Monjas coronadas
- 1985 : Ariels d'argent du meilleur scénario et de la meilleure réalisation pour Frida, naturaleza viva
- 1985 : Ariel d'or pour Frida, naturaleza viva
- 1985 : Grand Coral du festival du film de La Havane pour Frida, naturaleza viva
- 1986 : Círculo Precolombino de Oro du meilleur film pour Frida, naturaleza viva au festival du film de Bogota
- 1986 : Prix ACE pour Frida, naturaleza viva
- 1987 : Prix spécial du jury du festival international du film d'Istanbul pour Frida, naturaleza viva
- 2007 : Prix spécial du jury du festival de Gramado pour Cobrador: In God We Trust